# Iurovșciîna, Polonne
Iurovșciîna (în ucraineană Юровщина) este un sat în comuna Novolabun din raionul Polonne, regiunea Hmelnîțkîi, Ucraina.

## Demografie
Componența lingvistică a localității Iurovșciîna
     Ucraineană (99,79%)
     Alte limbi (0,21%)
Conform recensământului din 2001, majoritatea populației localității Iurovșciîna era vorbitoare de ucraineană (99,79%), existând în minoritate și vorbitori de alte limbi.